# Гимли, Карл Густав
Карл Густав Ги́мли (нем. Karl Gustav Himly; 30 апреля 1772, Брауншвейг — 22 марта 1837, Гёттинген) — немецкий хирург и офтальмолог. Кавалер Королевского Гвельфского ордена.

## Биография
Карл Густав Гимли — сын тайного секретаря при брауншвейгском дворе, младший брат прусского чиновника Иоганна Фридриха Вильгельма Гимли. В 1790 году Гимли поступил в Вюрцбургский университет, где учился у Карла Каспара фон Зибольда. С 1792 года Гимли учился в Гёттингенском университете у Августа Готлиба Рихтера и в 1794 году стал его ассистентом. 6 сентября 1794 года защитил диссертацию. В 1795 году Гимли был назначен профессором медицинско-хирургической клиники в Брауншвейге. В 1801 году Гимли стал профессором медицины внутренней клиники Йенского университета, сменив Кристофа Вильгельма Гуфеланда. В 1803 году Гимли читал лекции по теоретической и практической хирургии в Гёттингенском университете и стал первым в Германии преподавателем офтальмологии. Гимли ввёл в офтальмологическую практику несколько инструментов, применял мидриатики для расширения зрачка. У Карла Густава Гимли учились Фридрих Йозеф Лаврентиус Гааз (Фёдор Петрович Гааз), Карл Фридрих фон Гейзингер, Максимилиан Йозеф фон Келиус, Дитрих Георг фон Кизер, Вильгельм Баум, Петер Крукенберг, Георг Гартог Герзон и Эрнст Альбан.
В 1802 году Гимли и его венский коллега Иоганн Адам Шмидт занялись изданием первого офтальмологического журнала «Офтальмологическая библиотека» (Ophthalmologische Bibliothek). Гимли пользовался международной славой, 25 мая 1830 года за консультацией к Гимли обращался Никколо Паганини.
В 1805 году Гимли был назначен директором академического госпиталя в Гёттингене, в котором он объединил амбулаторию с клиникой своего учителя Рихтера. В этот период Гимли сотрудничал с Конрадом Иоганном Мартином Лангенбеком. Гимли также служил в военном госпитале прусской армии на Рейне. Гимли умер в результате падения в реку Лейне, предположительно совершив самоубийство. После смерти отца Эрнст Август Вильгельм Гимли, профессор физиологии, сравнительной анатомии и судебной медицины, опубликовал учебник отца «Болезни и пороки развития человеческого глаза и их лечение» (Die Krankheiten und Missbildungen des menschlichen Auges und deren Heilung). Сын Август Фридрих Карл Гимли стал химиком и профессором Кильского университета.

## Труды
- Mortis causa et signa, Göttingen 1794
- Abhandlung über die Wirkung der Krankheitsreize auf den menschlichen Körper. Antrittsvorlesung in Braunschweig. Thomas, Braunschweig 1797.
- Einleitung in die Augenheilkunde. Jena 1806; 3. Auflage Göttingen 1830.
- Lehrbuch der praktischen Heilkunde. Erster Theil enthaltend allgemeine Nosologie, Heilmittellehre und Therapie. Selbstverlag, Göttingen 1807 (2. Auflage 1816).
- Die Krankheiten und Mißbildungen des menschlichen Auges und deren Heilung. Nach den hinterlassenen Papieren desselben herausgegeben und mit Zusätzen versehen von E. A. W. Himly. Hirschwald, Berlin 1843.
- Einiges über die Polarität der Farben, in: Ophthalmologische Bibliothek, Bd.1, St.2, S.1-20, 1803.